# Assenci Blai
Assenci Blai (Sogorb, segle xv - segle xvi) va ser un eclesiàstic i poeta. Algunes fonts l'anomenen Blay Asensi o Blay Assenci.
El juny del 1491 fou nomenat successor de Joan Claver en la receptoria de comptes del tribunal de la Inquisició de València, un càrrec que va ocupar fins al febrer del 1492. Durant aquest temps va accelerar la mecànica de les confiscacions aconseguint registrar una suma superior a anys precedents.
Es presentà al certamen poètic en honor de la Sacratíssima Concepció que se celebrà a València el 1486. La composició Ans que l'Etern nostra fràgil natura està formada per set estrofes, amb tornada i endreça, com les altres obres que aspiraven al premi.